# Remi - Le sue avventure
Remi - Le sue avventure (家なき子?, Ie naki ko) è una serie televisiva anime prodotta dalla Tokyo Movie Shinsha nel 1977, tratta dal romanzo Senza famiglia di Hector Malot. È stata trasmessa in Italia per la prima volta nel 1979 su Rete 1.

## Trama

Il protagonista Remi affiancato da Capi, Joli Coeur, Zerbino e Dolce

Nato a Londra da una nobile famiglia inglese, Richard Milligan viene rapito ancora in fasce per ordine dello zio che vuol diventare unico erede delle fortune di famiglia. I rapitori, i coniugi Driscoll, lasciano il neonato in Francia a Parigi, dove il signor Gerolamo Barberin lo trova per caso e decide di allevarlo insieme alla moglie, dandogli il nome di Remi. Il padre lavora come muratore a Parigi e manda i pochi soldi che guadagna alla moglie in paese, ma un brutto giorno si infortuna cadendo da un'impalcatura, rimanendo invalido al lavoro. Fa causa al padrone del cantiere spendendo tutti i soldi della famiglia nel processo, ma la perde: la famiglia è completamente rovinata ed è costretta a vendere l'unica mucca per ripagare i debiti.
Remi ora è una bocca di troppo da sfamare e il signor Barberin accetta la proposta del signor Vitali, incontrato per caso in una locanda della città, che si dice interessato a prendersi cura del ragazzino ormai di otto anni, e farlo lavorare nella sua compagnia artistica ambulante. La decisione spezza il cuore della madre adottiva, che non accetta la decisione del marito, ma Remi è ormai partito ed è un membro della compagnia Vitali, assieme ai cani Capi, Zerbino, Dolce ed alla scimmietta Joli Coeur.
Col passare del tempo Remi si integra perfettamente nella compagnia, imparando a fare parecchi numeri divertenti con gli animali, ma i momenti sereni terminano quando il signor Vitali, per difendere il suo cane Capi dai maltrattamenti di un gendarme, finisce in carcere per due mesi.
Remi è così costretto ad addossarsi il carico del mantenimento degli animali e quando ormai, stremato e senza cibo è assalito dalla disperazione, incontra casualmente la signora Milligan, che con la sua imbarcazione, il Cigno, sta risalendo i fiumi della Francia nella speranza di guarire il figlioletto Arthur colpito da una grave forma di artrosi alle gambe. La signora Milligan è in realtà la vera madre di Remi, ma sia lei sia il ragazzo non hanno assolutamente idea del legame che li unisce.
Accolto sulla barca, Remi accetta di passare sul Cigno i mesi che lo separano dalla scarcerazione del signor Vitali e il lungo soggiorno del ragazzo a bordo, porta la signora a convincersi che il suo primogenito Richard, rapito in tenera età, sia ancora vivo.
Allo scadere del secondo mese, Vitali viene liberato, ma si è ammalato di polmonite, nonostante tutto Remi si rimette in viaggio con lui, ma la vita della compagnia subisce un duro colpo durante lo stesso inverno di quell'anno. Le nevicate insistenti non lasciano scampo a chi, come loro, si rifugia in una capanna nei boschi: nella notte i lupi sbranano Zerbino e Dolce, inoltre la scimmietta si ammala di una preoccupante polmonite. Vitali si rende conto dell'impossibilità di sopravvivere in condizioni simili e decide di trovare una sistemazione per il suo figlioccio. Il destino però non gli sorride, una seconda tormenta gli è fatale e dopo la morte della scimmietta pochi giorni prima, muore lasciando solo il ragazzo, che sopravvive solo perché Mastro Vitali lo salva scaldandolo con il suo corpo.
Il ragazzo semiassiderato viene trovato dalla famiglia Acquin nei pressi della sua abitazione, dove viene curato ed accolto come un figlio, anche per la forte simpatia che per lui nutre Elisa la più piccola delle figlie, che per una malattia infantile ha perso l'uso della parola. Dal commissario di polizia locale, egli apprende la vera identità del suo amato padre adottivo signor Vitali. Si tratta di Carlo Balzani, in passato un celebre tenore caduto in disgrazia, in seguito alla pubblica umiliazione subita, per la perdita della voce durante un concerto, dovuta ad una forte febbre, quindi costretto a diventare artista di strada sotto pseudonimo, per non infangare la gloria passata. Non passa molto tempo che la sciagura si abbatte senza pietà anche sulla famiglia Acquin, la quale, già indebitatasi per costruire una serra di fiori, perde ogni cosa dopo che una violenta grandinata distrugge tutte le serre. Il padre, condannato al carcere per debiti e alla confisca dei beni, lascia i figli presso i suoi parenti sparsi per la Francia, ma per Remi non c'è posto. Il ragazzo promette ai nuovi fratelli che avrebbe fatto da collegamento fra loro, andandoli a trovare a turno e va a Parigi, dove ritrova un vecchio amico, Mattia, che per sopravvivere escogita ogni stratagemma ai limiti della legalità.
Intanto anche Gerolamo Barberin si reca a Parigi per cercare Remi e consegnarlo all'avvocato Galley che sta cercando il ragazzo per conto della sua vera famiglia. Ma Gerolamo è gravemente malato e ritrova Remi solamente quando è ormai in fin di vita. Prima di morire rivela al ragazzo che sua madre è ancora viva e che lo sta cercando.
A questo punto Remi e Mattia decidono di partire per l'Inghilterra per recarsi dall'avvocato Galley, ma cadono senza volerlo nel tranello teso dai Driscoll, che fingendosi la vera famiglia di Remi, avevano incaricato Galley di ritrovare il ragazzino per poi usarlo come ostaggio ed estorcere denaro ai veri genitori. I due ragazzi sono quindi catturati dai Driscoll e durante la loro prigionia scoprono casualmente che la vera madre di Remi è proprio la signora Milligan che Remi aveva incontrato tanto tempo prima in Francia.
Mattia e Remi organizzano un piano di fuga, ma proprio quando sembrano poter sfuggire ai Driscoll, l'intera banda, autrice di numerosi furti viene arrestata della polizia londinese assieme allo stesso Remi durante una retata. Remi si professa estraneo alla banda, ma l'ispettore della polizia, non convinto della sua versione, lo invia al riformatorio. Mattia, con l'aiuto di Bob, un amico dei due ragazzi, riesce però a farlo fuggire. Finalmente Remi e Mattia possono ritornare in Francia alla ricerca della signora Milligan, la vera madre di Remi.
La fortuna comincia a sorridere al ragazzo ormai diventato quasi undicenne: la signora Milligan, infatti, ha incontrato casualmente Beniamino, uno dei figli del signor Acquin, il quale le ha raccontato le peripezie del ragazzo accennando alle sue misteriose origini di trovatello. La donna, insospettita dalle ombre sul passato di Remi, decide di andare fino in fondo alla faccenda e si reca al villaggio di Chavanon per incontrare la donna che lo ha trovato e allevato nei primi anni di vita. Il vestito indossato dal bambino, ancora conservato dalla signora Barberin, non lascia dubbi alla nobile inglese: ora sa che Remi è il bambino che le venne rapito ancora in fasce.
Anche Mattia e Remi arrivano poco dopo a Chavanon, e la madre adottiva informa Remi che la signora Milligan è appena partita per Ginevra con il figlio Arthur e con la piccola Elisa. Arthur dovrà essere operato ed Elisa sarà visitata da un esperto per tentare di farla parlare di nuovo.
A Ginevra si ha l'incontro finale della serie: Remi ritrova la sua vera madre ed Elisa, che finalmente riesce a parlare di nuovo dopo aver rivisto il suo adorato Remi. Ora la tranquillità sembra entrare nella sua vita e Remi potrebbe fermarsi con Mattia nella casa della signora Milligan, tuttavia i due ragazzi decideranno di proseguire per un po' il loro viaggio per la Francia per raggiungere la loro totale indipendenza.
Dieci anni dopo Remi sposerà la dolce Elisa e diverrà avvocato, Mattia invece sfrutterà il suo grande talento nella musica e diventerà un violinista di fama internazionale.

## Produzione e diffusione
La serie, composta di 51 episodi, è stata trasmessa per la prima volta sulla rete giapponese Nippon Television dal 2 ottobre 1977 al 1º ottobre 1978 con la sigla di apertura Sā aruki hajime yō (さあ歩きはじめよう? lett. "Iniziamo a camminare") interpretata da Ayako Sawada e i Singers Three e la sigla di chiusura Harapeko māchi (はらぺこマーチ? lett. "In marcia con la fame") interpretata da Ayako Sawada e il coro Mizuumi.
Il cartone animato è stato prodotto adottando l'effetto Pulfrich, un sistema pseudo-3D visualizzabile con appositi occhiali. L'effetto era garantito anche dai particolari scorrimenti orizzontali delle immagini, tipicamente paesaggi, di cui la serie era ricca. In Italia gli speciali occhialini che permettevano la visione tridimensionale sono stati allegati ai settimanali Radiocorriere TV e TV Sorrisi e Canzoni in occasione della prima trasmissione Rai del 1979.

### Edizioni italiane
La prima edizione italiana è andata in onda dal 22 ottobre 1979 al 4 gennaio 1980 su Rete 1, con il titolo Remi - Le sue avventure e accompagnata dalla sigla omonima scritta da Luigi Albertelli, composta da Vince Tempera e cantata da I ragazzi di Remi.
Nel 1999 Mediaset ha trasmesso una nuova edizione dal titolo Ascolta sempre il cuore Remì e con un nuovo doppiaggio. Per la nuova edizione è stata realizzata una sigla scritta da Alessandra Valeri Manera, composta da Franco Fasano e cantata da Cristina D'Avena, che porta il medesimo titolo della serie.
Dal 2003 la stessa Mediaset ripropone l'anime con la prima sigla italiana, pur mantenendo le immagini della nuova sigla e il titolo Ascolta sempre il cuore Remi. Dal 31 gennaio 2022 viene trasmessa su Italia 1 la versione rimasterizzata in alta definizione, che mantiene il ridoppiaggio e il nuovo titolo e ripristina la seconda sigla italiana, modificandone il montaggio.

### Doppiaggio
| Personaggio       | Doppiatore originale | Doppiatore italiano (primo doppiaggio) | Doppiatore italiano (ridoppiaggio) |
| ----------------- | -------------------- | -------------------------------------- | ---------------------------------- |
| Remi Barberin     | Masako Sugaya        | Fabrizio Vidale                        | Monica Bonetto                     |
| Signora Barberin  | Hiroko Suzuki        | Flaminia Jandolo                       | Marina Thovez                      |
| Gerolamo Barberin | Takeshi Aono         | Sergio Fiorentini                      | Maurizio Trombini                  |
| Vitali            | Yosuke Kondo         | Arturo Dominici                        | Enrico Bertorelli                  |
| Mattia            | Noriko Ohara         | Fabio Boccanera                        | Davide Garbolino                   |
| Signora Milligan  | Reiko Mutō           | Germana Dominici                       | Adele Pellegatta                   |
| Arthur Milligan   | Yoshiko Yamamoto     | Fabrizio Manfredi                      | Patrizia Scianca                   |
| Pierre Acquin     | Kei Yoshimizu        | Luciano De Ambrosis                    | Orlando Mezzabotta                 |
| Stefanina Acquin  | Minori Matsushima    | Laura Boccanera                        | Federica Valenti                   |
| Alessio Acquin    | Sumiko Shirakawa     | Riccardo Rossi                         | Simone D'Andrea                    |
| Beniamino Acquin  | Noriko Tsukase       | Antonella Baldini                      |                                    |
| Lisa Acquin       | Makoto Kōsaka        | Laura Lenghi                           | Francesca Bielli                   |
| Sig. Driscoll     | Shōzō Iizuka         | Diego Michelotti                       | Sergio Romanò                      |
| Laura Driscoll    | Toshiko Maeda        | Rosetta Calavetta                      |                                    |
| Voce narrante     | Jukichi Uno          | Giorgio Piazza                         | Mariagrazia Errigo                 |

## Episodi
| Nº | Titolo italiano (edizione Rai 1979 / edizione Mediaset 1999) Giapponese 「Kanji」 - Rōmaji | In onda           | In onda          |
| Nº | Titolo italiano (edizione Rai 1979 / edizione Mediaset 1999) Giapponese 「Kanji」 - Rōmaji | Giapponese        | Italiano         |
| 1  | Bentornato papà - Remi, un ragazzino del villaggio Chavanon 「シャバノン村のレミ少年」 - Shabanon mura no Remi shōnen | 2 ottobre 1977    | 22 ottobre 1979  |
| 1  | Remi è un bambino di otto anni che vive felicemente con la madre adottiva, la signora Barberin, in una fattoria nel villaggio di Chavanon, nel sud della Creuse. Remi è ignaro delle sue origini e crede di essere il figlio naturale della signora Barberin. Il padre adottivo Gerolamo, che vive e lavora a Parigi da quando ha adottato Remi, fa avere regolarmente alla famiglia un gruzzolo di soldi per vivere dignitosamente, se non che un brutto giorno cade da un'impalcatura e rimane invalido ad una gamba, infortunio che gli impedirà di continuare a lavorare nel cantiere. I suoi datori di lavoro non intendono pagargli né cure mediche né malattia in quanto sostengono che l'incidente sia avvenuto fuori dalla sua postazione di lavoro. Gerolamo fa causa al padrone del cantiere spendendo per il processo tutti i soldi della famiglia, tanto che la moglie è costretta a vendere la mucca Rosetta, a cui Remi era affezionato, per ripagare i debiti. Una notte, Gerolamo torna finalmente a casa. |                   |                  |
| 2  | Non ho più nessuno - Chi è Remi? 「運命の子レミ」 - Unmei no ko Remi | 9 ottobre 1977    | 23 ottobre 1979  |
| 2  | Gerolamo è distrutto: non solo ha perso il processo contro i suoi datori di lavoro ed è rimasto senza un soldo, ma per giunta deve anche mantenere il figlio adottivo per cui non prova alcun affetto. Discutendo con la moglie, le ordina di portare Remi in un orfanotrofio ed è proprio in quel momento che il bambino viene a sapere la verità sulle sue origini. La madre adottiva gli spiega che otto anni prima Gerolamo lo aveva trovato in una strada di Parigi e aveva deciso di adottarlo. Il giorno seguente, Gerolamo decide di recarsi insieme a Remi dal sindaco per farsi restituire i soldi con i quali ha allevato il bambino per tutti quegli anni. Nell'osteria del villaggio rivela di aver adottato Remi per ricevere un'eventuale ricompensa dai suoi veri genitori. |                   |                  |
| 3  | Addio Chavanon - Inizia l'avventura 「レミの旅立ち」 - Remi no tabidachi | 16 ottobre 1977   | 24 ottobre 1979  |
| 3  | All'osteria, l'anziano signor Vitali, capo di una compagnia di saltimbanchi che si esibisce nelle piazze francesi, si offre di comprare Remi. Dopo aver presentato la sua troupe composta da quattro animali ammaestrati (la scimmietta Belcore e i cani Capi, Dolce e Zerbino), Vitali si ritira con Gerolamo per stipulare l'affare. Dopo l'incontro, Remi e il padre tornano a casa. Saputo che la moglie non è disposta a separarsi da Remi, Gerolamo con uno stratagemma la allontana per tutta la mattina, permettendo a Vitali di portarsi via temporaneamente il bambino per 40 franchi. Al ritorno a casa, la signora Barberin non può fare altro che disperarsi. |                   |                  |
| 4  | I miei nuovi amici - I nuovi amici di Remi 「レミ・前へ進め!」 - Remi mae he susume! | 23 ottobre 1977   | 25 ottobre 1979  |
| 4  | Remi e Vitali si mettono in viaggio verso la cittadina di Ussel. Quella sera scoppia un temporale, così Vitali decide di trovare un posto dove ripararsi fino alla mattina successiva. Purtroppo la ricerca non ha molto successo, così la compagnia è costretta a camminare sotto la pioggia per diverse ore. Remi si ripara sotto il mantello di Vitali, cominciando ad affezionarsi al vecchio. Finalmente un contadino mette a loro disposizione il suo fienile, così Remi, Vitali e gli animali possono dormire. La mattina seguente la compagnia riprende il cammino, e Vitali promette a Remi di comprargli un paio di scarpe in quanto gli zoccoli del bambino non sono adatti per camminare. |                   |                  |
| 5  | Il primo spettacolo - La prima esibizione di Remi 「レミの初舞台」 - Remi no hatsubutai | 30 ottobre 1977   | 26 ottobre 1979  |
| 5  | Arrivati a Ussel, Vitali compra a Remi non solo le scarpe, ma un intero completo da attore ambulante. Remi ha difficoltà ad accettare la sua nuova condizione, e le prove dello spettacolo, dove deve interpretare il ruolo di un servitore ritardato, sono un disastro. Arriva il giorno della sua prima esibizione in pubblico, che ha luogo nella piazza del paese davanti a un folto pubblico. L'interpretazione di Remi è all'inizio molto impacciata, ma poi tutto va per il meglio e il pubblico dimostra il suo apprezzamento con un fragoroso e lungo applauso, tanto che lo spettacolo viene replicato tre volte. Vitali si complimenta con il ragazzo che ha dimostrato di avere la stoffa del vero attore e Remi è felice per il suo debutto. |                   |                  |
| 6  | La mia scuola all'aperto - Lezioni all'aria aperta 「レミと青空教室」 - Remi to aozora kyōshitsu | 6 novembre 1977   | 29 ottobre 1979  |
| 6  | Dopo il trionfo di Ussel, la compagnia di saltimbanchi di Vitali si dirige verso un'altra cittadina, dove spera di riscuotere altrettanto successo. Strada facendo, Vitali scopre che Remi è analfabeta. Notando che il bambino è comunque interessato ad imparare a leggere e a scrivere, l'uomo si propone di fargli da maestro. Durante la notte, invece di dormire, Vitali prepara un abbecedario composto da blocchetti di legno nei quali intaglia le lettere dell'alfabeto. In questo modo Remi avrà occasione di studiare mentre cammina insieme ai suoi compagni. |                   |                  |
| 7  | Do, Re, Mi, Fa Remi - Do, Re, Mi, Fa Remi 「ドレミファ、レミ」 - Doremifa, Remi | 13 novembre 1977  | 30 ottobre 1979  |
| 7  | Durante una sosta lungo il cammino, Vitali intona una vecchia canzone popolare della sua amata Italia. Remi resta incantato dalla passione che l'uomo infonde alla sua voce e così gli chiede di impartirgli delle lezioni di musica. Vitali acconsente di buon grado. Nel frattempo la compagnia riprende il suo viaggio, giungendo alla cittadina di Auvergne. Qui Vitali presenta uno sketch del quale il simpatico Belcore interpreta il ruolo di un generale. Tra la folla di spettatori, però, si fa avanti un uomo che inveisce contro Vitali dicendo che il numero comico offende la memoria di suo padre, un generale dell'esercito. Il vecchio Vitali, mantenendo la calma, riuscirà a spiegare all'arrabbiato spettatore che non aveva intenzione di ferirlo. E quest'ultimo, capito di aver reagito in modo esagerato, chiederà scusa all'anziano artista. |                   |                  |
| 8  | Mi sono smarrito - Smarrito 「迷子のレミ」 - Maigo no Remi | 20 novembre 1977  | 31 ottobre 1979  |
| 8  | Dopo aver vagabondato di paese in paese, la compagnia di Vitali giunge finalmente a Bordeaux, dove intendono fare una sosta di qualche giorno. Ma in città regna molta confusione e così Remi finisce per smarrirsi tra la folla. Vitali si mette subito alla ricerca del bambino, sperando di ritrovarlo grazie al portentoso fiuto di Capi. Nel frattempo, Remi si imbatte in un giovane borsaiolo, detto Jean il Corvo, che cerca di aiutarlo a rintracciare i suoi amici. Ma il ragazzo ha molti nemici che lo inseguono e quindi presto è costretto a separarsi da Remi. Quest'ultimo, ormai solo e sconsolato, sente ad un tratto l'abbaiare familiare di Capi. Finalmente il piccolo Remi può riunirsi ai suoi compagni di viaggio. |                   |                  |
| 9  | Grace un'altra amica - Grace 「はじめての友だちグレース」 - Hajimete no tomodachi gureesu | 27 novembre 1977  | 1º novembre 1979 |
| 9  | La compagnia di Vitali si esibisce a Pau, un paesino dove gli spettatori fanno offerte generose al termine di ogni spettacolo. Qualcuno, però, al posto delle monete, lascia cadere dei biscottini secchi nel cappello di Capi. Qualche giorno dopo, Remi si reca in chiesa, dove incontra una bambina intenta a fare bolle di sapone. Il suo nome è Grace, ed è lei la spettatrice che offre i biscotti. La piccola, che non ha più la mamma, è felice di conoscere Remi, poiché finalmente ha qualcuno con cui giocare. Lo invita anche alla sua festa di compleanno, ma quando si presenta, con un mazzo di fiori, il padre della bambina lo scaccia in malo modo perché è uno "straccione". |                   |                  |
| 10 | Una brutta sorpresa - L'imprevisto 「思いがけない出来事」 - Omoigakenai dekigoto | 4 dicembre 1977   | 2 novembre 1979  |
| 10 | Giunta a Tolosa, la compagnia di Vitali si sistema presso una comoda locanda, dopodiché inizia a fare i propri spettacoli in piazza. La polizia, però, non vede di buon occhio i girovaghi. Così, nel bel mezzo di una rappresentazione, si fa avanti un gendarme che intima a Vitali di andarsene, poiché non ha il permesso delle autorità per esibirsi. Il vecchio artista se lo procura, ma il giorno seguente viene fermato di nuovo perché i cani dovrebbero portare la museruola, e picchia anche Capi. Arrabbiato, Vitali si ribella e colpisce in volto il gendarme, il quale per questo motivo lo arresta. A questo punto, Remi si ritrova da solo con gli animali della compagnia, sotto la pioggia battente. Così quella sera, Remi e i suoi amici animali, si ritrovano in albergo, e chiede al padrone quando sarà rilasciato il vecchio Vitali, ma il padrone dell'albergo, dice con incertezza, e Remi si dispera. Vitali, finendo sotto interrogatorio, spiega tutto al gendarme, per un riferimento ai cani della compagnia per lo spettacolo, purtroppo Vitali, finisce in galera. |                   |                  |
| 11 | Il processo - Il processo 「ビタリスの裁判」 - Bitarisu no saiban | 18 dicembre 1977  | 5 novembre 1979  |
| 11 | Vitali viene arrestato per aver colpito. Questo gli costa un processo per direttissima, al termine del quale gli vengono inflitti due mesi di carcere. E così, Remi e gli animali della compagnia, si ritrovano ad affrontare la vita da soli. Qualche tempo dopo, Remi, in compagnia del titolare della locanda, andavano alla gendarmeria, per incontrare il vecchio Vitali, ma purtroppo, un gendarme penitenziario ribadiva a Remi, che è proibito entrare, e finisce dentro quattro mura, per poco tempo, poiché Vitali è sotto interrogatorio. In seguito, dopo l'uscita di Remi e del locandiere fuori dalla Gendarmeria, Remi legge una lettera da parte Vitali, e ha scritto, che si terrà sabato prossimo alle dieci del mattino presso il tribunale. Alcuni giorni dopo al tribunale, Vitali è imputato per aver aggredito un gendarme nel centro di Tolosa, accusato per oltraggio a pubblico ufficiale, e Vitali dopo averlo mentito di tutto questo, e dicendo che non imputabile, ma il Giudice ha ribadito che è del tutto irrilevante, e Remi rimane sconvolto. Vitali è condannato a due mesi di carcere, per oltraggio a pubblico ufficiale o al pagamento di cento franchi. Ma Remi, rimasto fuori dal tribunale sotto una pioggia battente e si dispera, e si consola coi suoi tre cani. |                   |                  |
| 12 | Il peso della responsabilità - Il peso della responsabilità 「小さな座長・レミ」 - Chiisana zachō Remi | 18 dicembre 1977  | 6 novembre 1979  |
| 12 | Rimasto solo, Remi decide di lasciare Tolosa e di cercare fortuna altrove. Insieme agli animali della compagnia di saltimbanchi di Vitali, il bambino tiene vari spettacoli, ma si rende subito conto di quanto sia difficile attirare l'attenzione del pubblico e guadagnare i soldi necessari per vivere. |                   |                  |
| 13 | Conosco il Cigno - Un incontro magico 「白鳥号との出合い」 - Hakuchōgō to no deai | 25 dicembre 1977  | 7 novembre 1979  |
| 13 | Dopo una notte piena di brutti sogni, Remi si sveglia abbattuto e affamato, ma decide di nonl asciarsi scoraggiare e di affrontare la situazione con spirito positivo. Raduna i suoi amici e parte alla ricerca di un nuovo villaggio, arrivando dopo vari chilometri in una graziosa cittadina. Prima di organizzare lo spettacolo, acquista un po' di pane raffermo con i pochi soldini che gli sono rimasti, ma si accorge ben presto che la fame è insopportabile e che anche gli animali cominciano a dare segni di insofferenza. Zerbino è distrutto: scappa e ruba della carne in salumeria. Il proprietario del negozio rincorre il cane e, rendendosi conto che Remi è il suo padrone, se la prende anche con lui, minacciandolo di portarlo dalla polizia se non pagherà ciò che ha rubato. Per fortuna il piccolo e i suoi amici riescono a fuggire, nascondendosi nei pressi di un canale. Verso sera Remi si mette a suonare l'arpa e intona una bellissima canzone: sul canale passa una barca con a bordo la signora Milligan e il figlioletto Arthur, quest'ultimo, costretto sulla sedia a rotelle. La signora Milligan e il figlio trovano che Remi sia molto bravo, così lo ospitano sulla barca con loro fino a quando Vitali non uscirà di prigione.                                     |                   |                  |
| 14 | È bello navigare - Comincia il viaggio sul Cigno 「白鳥号のレミ一座」 - Hakuchōgō no remi ichiza | 1º gennaio 1978   | 8 novembre 1979  |
| 14 | La signora che ha chiesto a Remi di cantare per lei vive a bordo di una barca, il "Cigno", insieme a suo figlio Arthur, malato di artrite e paralizzato su una sedia a rotelle. Dopo aver assistito all'esibizione della compagnia di saltimbanco, la signora Milligan propone a Remi di passare la serata con lei e con Arthur e invita a cena tutta la troupe. Remi è felicissimo di accettare l'invito e finalmente, dopo giorni, si sente sollevato e dimentica tutti i suoi problemi. L'indomani arriva una seconda buona notizia: la signora, vedendo che il figlio è particolarmente contento di aver trovato un nuovo amico, ha deciso che, fino al rilascio del signor Vitali, il piccolo Remi e il resto della troupe potranno viaggiare con loro a bordo della nave. In cambio delle esibizioni riceveranno vitto e alloggio. Remi non crede alle sue orecchie ed è al colmo della felicità! Non immagina neanche che la signora Milligan è la sua vera madre e che lui è il bambino che le fu rapito da uno sconosciuto. |                   |                  |
| 15 | Insieme ad Arthur - Una giornata felice 「しあわせな船旅」 - Shiawasena funatabi | 8 gennaio 1978    | 9 novembre 1979  |
| 15 | Navigando sulle acque del canal du Midi, il "Cigno" giunge a Carcassone, famosa per il suo bellissimo e grandissimo castello. La signora Milligan decide di fare un'escursione a terra, approfittando dell'occasione per tenere una piccola lezione di storia a suo figlio. Arthur è un po' scocciato e chiede alla madre perché mai lui debba studiare sempre mentre Remi può passare le giornate a divertirsi con i suoi animali. In realtà il bambino prova dell'invidia per Remi che non solo è già in grado di leggere e scrivere, ma può correre e saltare come gli pare mentre lui è bloccato sulla sedia e rotelle. Un pomeriggio, durante una lezione di lettura, Arthur finge di non riuscire a concentrarsi per colpa di Remi e degli altri componenti della troupe e tratta male il suo piccolo amico invitandolo ad andarsene. La signora Milligan ordina al figlio di chiedere scusa al loro ospite, ma Arthur rifiuta e tiene il muso. Remi non se la prende, anzi, legge un racconto al piccolo Arthur, che gli chiede scusa. |                   |                  |
| 16 | Mamma Milligan, Mamma Barberin - La malattia di Arthur 「夢に見た二人の母」 - Yume ni mita futari no haha | 15 gennaio 1978   | 12 novembre 1979 |
| 16 | Remi vive momenti indimenticabili a bordo del "Cigno" ma la felicità e l'armonia che si è creata tra il ragazzo, Arthur e l'equipaggio della barca è spezzata dalla terribile malattia di Arthur. Il maggiordomo e Daniel si incaricano di andare a prendere le medicine indispensabili per farlo guarire ma nel frattempo scoppia un violento temporale che rallenta la loro marcia. Purtroppo le condizioni di salute di Arthur sono molto preoccupanti e le medicine tardano ad arrivare. Remi e i suoi fedeli amici, nonostante il parere contrario della signora Milligan, partono alla ricerca del maggiordomo e di Daniel per recuperare le medicine. Quando i due gruppi si incontrano Remi è sfinito dalla fatica e anche i cavalli non ce la fanno più a continuare. Sarà il veloce Capi a riportare la miracolosa medicina ad Arthur che finalmente potrà guarire. |                   |                  |
| 17 | Addio Cigno - Addio! 「さようなら白鳥号」 - Sayōnara hakuchōgō | 22 gennaio 1978   | 13 novembre 1979 |
| 17 | Il signor Vitali sta per essere finalmente scarcerato e la signora Milligan gli invia una lettera con del denaro, perché lui possa raggiungere Remi e l'equipaggio del "Cigno" al porto di Sete. Nel frattempo propone a Remi di restare con loro, ma il piccolo non sa che cosa decidere, essendo molto legato anche al suo vecchio padrone. Arriva il giorno del grande incontro: Remi e il signor Vitali si abbracciano piangendo di gioia dopo una lunga separazione. Remi non ha ancora deciso che cosa farà nella sua vita. Sarà il vecchio Vitali a spuntarla, grazie a un ragionamento duro ma sincero, dettato dal grande affetto che prova per il ragazzo. La signora Milligan è commossa da tanta dedizione e non osa controbattere. Remi dovrà partire con il signor Vitali, verso un destino difficile, senza sapere di essersi lasciato alle spalle la sua vera madre. |                   |                  |
| 18 | Ancora avanti Remi - Non pensare al passato 「ふりむくなレミ」 - Furimukuna Remi | 29 gennaio 1978   | 14 novembre 1979 |
| 18 | La compagnia di attori ambulanti sta risalendo lungo le rive del Rodano, in direzione di Parigi, dove il signor Vitali ha deciso di passare l'inverno. Ma Remi continua a pensare alla signora Milligan, ad Arthur e al "Cigno". Praticamente li vede ovunque. A Lione, dove dovranno lasciare il Rodano per puntare verso Nord, Vitali invita il ragazzino ad andare a salutare il fiume. Infatti, il vecchio si è reso perfettamente conto del pensiero che tormenta Remi: per tutta la strada lui ha sperato di avvistare la barca. Purtroppo i sogni non sempre si avverano. Ed è bene che Remi cominci ad abituarsi alla realtà. Il ragazzo infine si accorge di aver ferito la sensibilità del vecchio e si ripromette di guardare sempre e solo al futuro. |                   |                  |
| 19 | Di nuovo l'inverno - La tempesta di neve 「猛吹雪の中で」 - Mōfubuki no naka de... | 5 febbraio 1978   | 15 novembre 1979 |
| 19 | La compagnia di attori ambulanti Vitali arriva nella città di Digione dove durante lo spettacolo il signor Vitali, colpito da un attacco di tosse, viene prontamente sostituito da Remi che riesce così a portare a termine la rappresentazione. Le condizioni di salute di Vitali peggiorano di giorno in giorno così come le loro finanze. Con l'avvicinarsi dell'inverno infatti, le giornate si accorciano e gli attori di strada riescono a fare solo uno spettacolo al giorno, tempo permettendo. Partiti da Digione, durante lo spostamento verso Troyes, vengono ospitati da una famiglia di contadini che impartisce loro una vera lezione di accoglienza. Ripartiti alla volta di Troyes, si fermano in una locanda che decidono subito di lasciare vista l'impossibilità di fare spettacolo per il cattivo tempo. Nonostante le insistenze dell'albergatore di non partire, viste le pessime condizioni atmosferiche, Vitali vuole lo stesso lasciare subito la locanda per raggiungere al più presto la prossima città, ma la bufera di neve non tarda ad arrivare. |                   |                  |
| 20 | Arrivano i lupi - I lupi 「レミと狼」 - Remi to ōkami | 12 febbraio 1978  | 19 novembre 1979 |
| 20 | A causa della faticosa marcia verso Troyes, Remi, Vitali e gli animali sono talmente stremati da non riuscire nemmeno a reggersi in piedi. Incoraggiato dal signor Vitali, Remi resiste dimostrando una grande forza di volontà e la sorte, per una volta amica, lo ripaga: presto trovano il capanno abbandonato di un taglialegna dove rifugiarsi per la notte accanto al fuoco del camino. Purtroppo però, mentre tutti stanno dormendo, il capanno viene circondato da lupi famelici che riescono ad attirare Zerbino e Dolce con una lepre morta e a sbranarli. Svegliatisi di soprassalto, Remi e Vitali si mettono alla ricerca delle povere bestiole, ma purtroppo, i due cani sono morti all'istante. Nel frattempo Belcore, salito su un albero per la paura e rimasto lí molto tempo, si ammala. |                   |                  |
| 21 | La nascita di una nuova vita - La nascita di una nuova vita 「新しい生命の誕生」 - Atarashii inochi no tanjō | 19 febbraio 1978  | 20 novembre 1979 |
| 21 | Affranti per la perdita dei due fedeli compagni, Dolce e Zerbino, Remi e Vitali si mettono in marcia verso Troyes con l'intento di fermarsi nel primo villaggio per cercare un dottore per Belcore, date le sue precarie condizioni di salute. In mezzo a tanta neve però perdono la strada e, solo grazie all'aiuto di una ragazzina di nome Cecile, riescono ad arrivare al villaggio, dove però scoprono che non esistono né un dottore né un veterinario. Grazie all'ospitalità della famiglia di Cecile, Remi e Vitali possono finalmente portare le prime cure a Belcore e a riposarsi in una vera casa. Cecile mostra a Remi la sua mucca, simile a Rosetta (la mucca a cui Remi era tanto affezionato) che sta per avere un vitellino. La mucca però si ammala e Remi, vista la disperazione della famiglia di Cecile, si incarica di reperire delle erbe che crescono in alta montagna che potrebbero guarire la povera bestia. Alla fine, la mucca partorisce un vitellino che viene chiamato Rosetta, in ricordo della mucca di Remi. |                   |                  |
| 22 | Addio Joli Coeur - Addio Belcore 「名優ジョリクール」 - Meiyû Jori Kuuru | 26 febbraio 1978  | 21 novembre 1979 |
| 22 | Arrivati finalmente in città, Remi, Vitali e Capi prendono alloggio in un lussuoso albergo. Le condizioni di Belcore peggiorano sempre più e Vitali si affretta a trovare un medico che, saputo che il paziente è un animale, si risente della cosa, ma alla fine accetta di visitare la scimmietta: la diagnosi è polmonite. Ben presto la polmonite di Belcore si aggrava e, a peggiorare la situazione, la compagnia è sul lastrico perché, a causa della neve, è impossibile esibirsi. Poi la prima giornata di sole i nostri eroi, riescono finalmente a rappresentare lo spettacolo, ma i proventi sono miseri. Quando ecco arrivare Belcore, ha deciso a esibirsi nel suo numero: il successo è grande, ma alla fine dello spettacolo la povera bestiola muore. |                   |                  |
| 23 | Il meraviglioso maestro - Parigi 「素敵なお師匠さん」 - Sutekina oshiisan | 5 marzo 1978      | 22 novembre 1979 |
| 23 | Finalmente, dopo aver dato degna sepoltura al povero Belcore, Remi e Vitali raggiungono Parigi, seguiti dal fedele Capi. Preoccupato per come si sono messe le cose, Vitali decide di accompagnare Remi da una sua vecchia conoscenza, così da poter rimanere libero per poter addestrare altri animali per gli spettacoli. Remi non è entusiasta e alla fine Vitali cambia idea: resteranno insieme, in qualche modo se la caveranno. Quindi Vitali chiede a Marcano, un cantante d'opera suo amico, di aiutarlo a trovare un lavoro. |                   |                  |
| 24 | Un nuovo amico, Mattia - Un incontro parigino 「パリの親友・マチヤ」 - Pari no shin'yû machiya | 12 marzo 1978     | 23 novembre 1979 |
| 24 | Vitali esce di buon'ora per andare a cercare lavoro e Remi ne approfitta per andare in giro con Capi, nella speranza di riuscire a dare qualche spettacolino e raggranellare qualche soldo. Per strada viene però aggredito da una banda di ragazzini che, come lui, sono orfani e a corto di danaro. I bambini, uno dei quali si chiama Mattia, rivendicano il possesso delle rive del canale, dove si è appena esibito Remi, e pretendono dei soldi. Naturalmente Remi rifiuta di darglieli e, se non fosse per la tenace difesa di Capi, rischierebbe di essere malmenato. Questa triste sorte invece tocca a Mattia che, dopo aver rubato da una bancarella del mercato, viene inseguito dalla folla inferocita. I due si ritrovano davanti a una chiesa e Remi, impietosito, offre a Mattia un tozzo di pane. Nasce così un'amicizia, destinata però a durare solo l'arco di una giornata. |                   |                  |
| 25 | Conosco padron Garofoli - Garofali 「ガロフォリ親方」 - Garofori oyakata | 19 marzo 1978     | 26 novembre 1979 |
| 25 | Vitali, non riuscendo a trovare lavoro, conduce Remi in casa del signor Garofali, che lo ospiterà per un paio di mesi e gli darà qualche lavoretto da fare. In casa di Garofali ci sono altri ragazzini costretti a lavorare per mangiare. Tra gli altri, Remi ritrova Mattia, da lui conosciuto per strada il giorno precedente, che gli consiglia di andarsene finché può. Remi però non fa in tempo: Garofali sta rientrando. Costui non è che uno sfruttatore, che non esita a usare la frusta se i bambini non guadagnano abbastanza. Vitali, appena arrivato per parlare con Garofali, vistolo nell'atto di frustare i ragazzi con Remi costretto ad assistere a quella scena, lo ferma e se ne va con il bambino. |                   |                  |
| 26 | Addio Vitali 「さらばわが息子よ」 - Saraba waga musuko yo | 26 marzo 1978     | 27 novembre 1979 |
| 26 | Vitali e Remi arrancano faticosamente sotto la bufera di neve in direzione delle "Cave di Gentilly", dove pare che ci sia una catapecchia, che un tempo offriva rifugio a tutti i viandanti della regione, ma giunti davanti all'ingresso, lo trovano sbarrato. Vitali, ormai allo stremo delle forze, nonché accecato per la debolezza, chiede a Remi di condurlo alla chiesa lì vicino, ma anche Remi è esausto, così alla fine è Vitali a condurlo in salvo e a trovargli un giaciglio di paglia per farlo dormire. A questo punto si stende anche Vitali, coprendo Remi e Capi con il suo corpo e, in preda ai ricordi del suo passato, muore. |                   |                  |
| 27 | Il passato di Vitali - Il passato di Vitali 「ビタリスの過去」 - Bitarisu no kako | 2 aprile 1978     | 28 novembre 1979 |
| 27 | Uscendo di casa di buon mattino per andare al mercato, il signor Acquin si accorge di due corpi immobili adagiati sulla neve, quelli di Remi e Vitali. Remi è miracolosamente salvo: lo hanno protetto con il loro calore i corpi di Vitali e Capi. Per Vitali invece non c'è più niente da fare. Acquin porta subito in casa il ragazzino, che si riprende a poco a poco, grazie alle cure amorevoli delle sue figlie: Stefanina, la maggiore e Lisa, la minore, muta dalla nascita. Dopo i funerali di Vitali, Remi ha una ricaduta di febbre e deve stare a letto ancora qualche giorno. Nel frattempo il commissario di polizia fa luce sul passato di Vitali: in realtà l'uomo era Carlo Balzani, un tenore famoso in tutta Europa; poi una sera rimase senza voce davanti al pubblico e per la vergogna decise di cambiare nome e di sparire per sempre. Remi rimane senza parole: per lui Vitali rimarrà sempre un vecchio saggio, da cui ha imparato molto. Gli Acquin decidono di tenere Remi con loro. |                   |                  |
| 28 | La Dolce Elisa - La dolce Lisa 「リーズの思いやり」 - Riizu no omoiyari | 9 aprile 1978     | 29 novembre 1979 |
| 28 | Ormai parte integrante della famiglia, Remi inizia a imparare le mansioni che dovrà svolgere presso la tenuta agraria di Acquin, chiamata la "Ghiacciaia". Le giornate scorrono serene e la primavera inizia a farsi sentire. Una mattina però il signor Acquin parte con un carico di viole alla volta di Parigi e i ragazzi restano a casa da soli. Ben presto si presenta il vicino, Gueran, che lamenta di aver trovato il campo completamente dissotterrato e, poiché sono evidenti le orme di un cane, ha subito pensato a Capi. Remi promette di legare il cane alla catena per due settimane, in modo da permettere ai semi del campo di germogliare, ma Lisa non sopporta la vista del cane legato e di notte si alza per liberarlo. Quando Acquin arriva a casa si spaventa non vedendo la sua bambina nel letto e Remi, non vedendo Capi alla catena, capisce cosa è successo e si precipita al campo del vicino. Scopre così che Gueran ha trovato i veri colpevoli dello scempio: i topi di campagna. Lisa si era nascosta con Capi nella serra. |                   |                  |
| 29 | Grandine - Grandine! 「しあわせの温室」 - Shiawase no onshitsu | 16 aprile 1978    | 30 novembre 1979 |
| 29 | Acquin chiede ai ragazzi di esprimere un desiderio, perché oggi tornerà da Parigi con un regalo per ognuno di loro, ma Remi non ha il coraggio di chiedere niente. Acquin allora gli fa una sorpresa: un paio di scarpe nuove. Nel frattempo arriva il proprietario terriero che ha prestato agli Acquin il denaro per costruire le serre, per ricordare che sta per scadere la rata annuale del pagamento. Fortunatamente Acquin è tranquillo perché le vendite dei garofani stanno andando meglio del previsto. Così organizzano di andare a una festa al villaggio vicino, ma a metà strada la famiglia viene sorpresa da un brutto temporale. Ben presto la pioggia si trasforma in grandine e gli Acquin tornano a casa di corsa. Purtroppo la grandine ha fatto scempio delle serre e dei garofani. |                   |                  |
| 30 | Viaggio collegamento - Anello di congiunzione 「兄弟の輪」 - Kyōdai no wa | 23 aprile 1978    | 3 dicembre 1979  |
| 30 | Purtroppo la grandine ha distrutto le coltivazioni degli Acquin, senza risparmiare le serre. Babbo Acquin è disperato, non sa come pagare il suo debito, oltre a non avere i soldi per riparare i danni subiti. Il tribunale lo condanna a cinque anni di prigione e gli vengono confiscate le terree tutti i suoi beni. I ragazzi vengono affidati a zia Caterina, che però li divide fra i parenti, dato che tutti versano in gravi difficoltà economiche. L'unico a rimanere per strada è Remi, che però prende la cosa con coraggio e dignità. Inoltre si impegna a mantenere i rapporti col suo padre adottivo e i suoi fratelli, nel tentativo di tenere la famiglia unita. |                   |                  |
| 31 | Un nuovo compagno, Mattia - Un nuovo compagno di viaggio 「ありがとうマチヤ」 - Arigatō machiya | 30 aprile 1978    | 4 dicembre 1979  |
| 31 | Tornato a Parigi, Remi per prima cosa va a trovare babbo Acquin nelle prigioni di Ckichy, per vedere come se la sta passando. Acquin si commuove per le premure del ragazzino, che non è nemmeno suo figlio e gli regala l'unica cosa preziosa che gli è rimasta: un orologio d'argento. Subito dopo Remi e Capi si organizzano per l'imminente partenza: il loro programma è quello di puntare verso Sud, per andare a trovare Alessio e gli altri. Girando per Parigi però si imbattono in un gruppo di ubriaconi che li prende di mira. Fortunatamente trovano una via di scampo grazie a Mattia, che ha assistito alla scena. Remi e Mattia trascorrono la notte insieme raccontandosi tutto quello che è loro capitato dall'ultima volta che si sono visti. Poi Mattia decide di seguire l'amico e il suo cane nel viaggio verso il Sud del paese. |                   |                  |
| 32 | Pensiamo a Chavanon - Un regalo per la mamma 「すてきな思いつき」 - Sutekina omoitsuki | 7 maggio 1978     | 5 dicembre 1979  |
| 32 | Mattia, Remi e Capi cominciano il loro viaggio senza grandi problemi. Ogni giorno danno spettacolo nella piazza di qualche paesino riuscendo a raggranellare abbastanza per mangiare e dormire in un letto decente. Per Mattia però ciò non è sufficiente: vorrebbe di più. Così un giorno quando il gruppetto giunge in un paese dove si è appena celebrato un matrimonio, ma la banda non arriva, Mattia coglie al volo l'occasione per proporre lo spettacolo in sostituzione della banda. Il successo è grande e l'incasso straordinario. |                   |                  |
| 33 | Il nuovo Joli Coeur - Belcore II 「とんでもない仲間」 - Tondemonai nakama | 14 maggio 1978    | 6 dicembre 1979  |
| 33 | Per evitare di camminare, Mattia trascina Remi e Capi a bordo di un carrozzone da circo, dove si imbattono in una scimmietta straordinariamente somigliante a Belcore. Remi se ne innamora a prima vista e, quando i due vengono sorpresi e devono darsela a gambe, la scimmietta li segue, senza che per questo il padrone del circo se la prenda più di tanto. In effetti l'animale è piuttosto maleducato e dispettoso, ma per Remi non ha importanza: gli ricorda il suo amico Belcore e decide di dare alla scimmietta lo stesso nome. Così la compagnia di attori ambulanti si arricchisce di un quarto elemento, che per la verità, per ora combina solo guai. Dopo aver viaggiato da clandestini su un treno di passaggio, Remi e Mattia giungono a Varses, dove incontrano la fidanzata di Alessio, Simona. Alessio però ha avuto un incidente sul lavoro, e rischia di perdere il posto, così Remi decide di sostituirlo. |                   |                  |
| 34 | Scendo sotto terra - Sottoterra 「嵐！地下250メートル」 - Arashi! Chika 250 meetoru | 21 maggio 1978    | 7 dicembre 1979  |
| 34 | Remi inizia a lavorare in miniera per sostituire il suo amico Alessio che si è infortunato e gli viene assegnato il compito di trasportare la benna. Fortunatamente spingere un carrello pieno di carbone non è un lavoro difficile, ma è molto pesante e, alla fine della giornata, Remi è esausto. Nel frattempo Mattia, si dà da fare in città con il resto del gruppo, ma Belcore II, non ha alcuna voglia di collaborare. Nel tentativo di farsela amica, Mattia, compra alla bestiola, un'uniforme da generale, identica a quella che aveva Belcore. ma la scimmietta, continua a mostrarsi renitente. Alla fine Remí, con le buone maniere, riesce a convincere Belcore II, a esibirsi con il resto del gruppo, e gli affari vanno a gonfie vele. Purtroppo però, arriva il maltempo, e l'acqua inizia a filtrare nelle gallerie della miniera, per mettere a rischio la sicurezza dei minatori. |                   |                  |
| 35 | Vengo salvato - La frana 「レミを救え！」 - Remi wo sukue! | 28 maggio 1978    | 10 dicembre 1979 |
| 35 | Remi, zio Giovanni e altri tre minatori, a causa di un crollo, rimangono sepolti a 250 metri di profondità. Fortunatamente per loro l'acqua non è riuscita ad arrivare in alcune nicchie, dove trovano rifugio. In attesa che arrivino i soccorsi, iniziano però a sentire i morsi della fame e, dopo non poche peripezie, riescono a raggiungere la saletta privata del sovrintendente, dove trovano abbondanti provviste. Nel frattempo in superficie Mattia va su tutte le furie quando scopre che il padrone della miniera ha deciso di sospendere le operazioni di soccorso. Decide quindi di mettersi a scavare da solo. Davanti a tanta determinazione, il padrone cambia idea e ordina di riprendere le ricerche: Mattia e Remi possono riabbracciarsi. |                   |                  |
| 36 | Mattia Un Grande Musicista - Mattia, un genio musicale 「音楽の天才マチヤ」 - Ongaku no tensai machiya | 4 giugno 1978     | 11 dicembre 1979 |
| 36 | Giunti a Clermont, Remi e Mattia riescono a raggranellare un bel gruzzoletto dando spettacolo alla fiera della città. Mattia però ha una crisi, a causa di un ragazzino che l'ha stuzzicato il giorno prima, che gli impedisce di continuare a suonare: improvvisamente si è reso conto della propria ignoranza, soprattutto in fatto di tecnica musicale. Di fronte a questa crisi, Remi decide di accompagnare il suo amico da un maestro di musica, perché possa prendere qualche lezione di teoria. Vicino a Clermont abita il maestro più rinomato e apprezzato della regione, il signor Espinasso. In realtà i due amici scoprono che costui è anche barbiere e dà lezioni di musica a tempo perso. Non appena il maestro sente suonare il piccolo Mattia, va in visibilio e cerca di convincerlo ad abbandonare la sua vita da saltimbanco per mettersi a studiare seriamente sotto la sua guida. Mattia naturalmente non vuole, ma Remi decide per lui, convinto che il suo amico debba seguire la sua strada, e se ne va senza dirgli niente lasciandolo insieme al vecchio. |                   |                  |
| 37 | Un dono per mamma Barberin - Un sogno che diventa realtà 「ママへの贈り物」 - Mama he no okurimono | 11 giugno 1978    | 12 dicembre 1979 |
| 37 | Mattia decide di tornare a fare il saltimbanco, e salito su un carro raggiunge l'amico. Remi e Mattia, seguendo il consiglio degli abitanti di un piccolo villaggio, decidono di recarsi a Mont-Dore, importante stazione termale al centro della Francia in cui sperano di trovare, fra i numerosi turisti benestanti, un pubblico simpatico e generoso. Quando arrivano in città però, si accorgono che il luogo pullula di compagnie di attori ambulanti che presentano numeri a dir poco straordinari. Per loro è quindi molto difficile attirare l'attenzione. Quando ormai sono decisi ad abbandonare il campo, Belcore II decide di collaborare inventando un simpatico numero con dei palloncini che riscuote grande successo. Così nel giro di pochi giorni i due amici riescono a mettere insieme i soldi necessari per comprare la mucca e partono alla volta di Ussel, dove si svolge una fiera del bestiame. Presto si accorgono però di non avere la malizia necessaria a concludere un buon affare. Fortunatamente si imbattono in un veterinario che li aiuta ad acquistare una splendida mucca. |                   |                  |
| 38 | Abbraccio la mamma di Chavanon - Di nuovo a casa 「バルブラン・ママ」 - Baruburan·mama | 18 giugno 1978    | 13 dicembre 1979 |
| 38 | Remi e Mattia giungono finalmente a Chavanon. Mattia propone a Remi di andare in avanscoperta per verificare che il signor Gerolamo non sia in casa. Una volta nel cortile, Mattia constata però che la casa sembra disabitata. Remi non vuole crederci e, quando vede che l'aiuola di margherite di sua madre è ancora ben tenuta, ha la certezza che la signora Barberin abita ancora lì. Infatti i due amici non devono attendere molto: la donna è andata a far la spesa ed è sulla via del ritorno. Quando vede il suo Remi non crede ai suoi occhi. L'incontro è molto commovente. Poi i ragazzi accompagnano la donna nella stalla per mostrarle il loro dono. Per sdebitarsi, mamma Barberin offre loro delle squisite frittelle. Le sorprese però non sono ancora finite: la signora Barberin confida a Remi che la sua famiglia naturale lo sta cercando e che Gerolamo è andato a Parigi per compiere delle ricerche. |                   |                  |
| 39 | Insieme a Mattia corro a Parigi - Il passato di Remi 「急げ！パリへ」 - Isoge! Pari he | 25 giugno 1978    | 14 dicembre 1979 |
| 39 | Dopo aver saputo che i suoi veri genitori lo stanno cercando, Remi decide di partire nuovamente per Parigi e di andare alla ricerca di Gerolamo, l'unico che può metterlo in contatto con l'avvocato a cui si è rivolta la sua famiglia per rintracciarlo. Prima però si reca a Dreuzy per trovare Lisa, cui porta le notizie riguardanti gli altri componenti della famiglia Acquin. Intanto a Londra, la signora Milligan, ovvero la vera madre di Remi, è sempre più disperata perché nessuno riesce a darle notizie precise del piccolo Richard, il suo primogenito, che era stato rapito in tenera età. Il cognato della signora Milligan, barone e fratello del ricco signor Milligan, alla morte di quest'ultimo fece di tutto per impossessarsi della fortuna della famiglia che altrimenti sarebbe andata al piccolo Richard (Remi). Così fece rapire il bambino e lo abbandonò in mezzo a una strada. Le cose però non andarono secondo i suoi piani perché la madre di Remi aspettava già un altro bimbo, Arthur. |                   |                  |
| 40 | Sono inglese! - Addio Gerolamo! 「レミはイギリス人！」 - Remi wa igirisu jin! | 2 luglio 1978     | 17 dicembre 1979 |
| 40 | Dopo aver trovato un passaggio su una diligenza, Remi, Mattia e il resto della troupe arrivano finalmente a Parigi e si mettono subito alla ricerca di Gerolamo. L'uomo è alloggiato in una modesta locanda di proprietà di una gentilissima signora che scopre ben presto il motivo del suo viaggio nella capitale. Un pomeriggio, mentre Gerolamo è fuori alla ricerca di Remi, la signora vede i due ragazzini che fanno il giro degli alberghi chiedendo di un certo Gerolamo: li informa allora che l'uomo alloggia nella sua pensione e li invita a entrare e ad aspettarlo. La salute di Gerolamo è molto malandata e l'uomo si regge a stento sulle gambe, così viene investito da una diligenza, ma in qualche modo riesce a trascinarsi fino alla pensione, dove trova Remi. Prima di esalare l'ultimo respiro, Gerolamo dice a Remi il nome e l'indirizzo dell'avvocato incaricato della sua ricerca. Remi scopre così che l'avvocato si trova a Londra e che la sua famiglia è britannica. |                   |                  |
| 41 | Conosco i miei genitori - L'incontro con la famiglia Driscoll 「やっと会えたパパとママ」 - Yatto aeta papa to mama | 9 luglio 1978     | 18 dicembre 1979 |
| 41 | Dopo aver attraversato la Manica, Remi e Mattia giungono a Londra e si mettono subito alla ricerca dell'avvocato. Trovano il suo studio e decidono di andare a presentarsi. L'avvocato accompagna subito Remi dai suoi genitori: il signore e la signora Driscoll. I due abitano in un quartiere malfamato e povero e Remi è un po' deluso. Mentre i genitori di Remi lo baciano e abbracciano affettuosamente, Mattia si accorge che c'è qualcosa di strano. Innanzitutto i "genitori" di Remi non gli assomigliano per niente; poi, considerando il fatto che quando Gerolamo aveva trovato Remi, il bimbo era avvolto in una preziosa copertina, la sua famiglia d'origine dovrebbe essere ricca. Perciò mentre Remi dorme nella sua nuova stanzetta, Mattia va in comune a fare delle indagini e scopre che i Driscoll non hanno mai avuto figli. Perché quindi avrebbero incaricato l'avvocato di rintracciare Remi? |                   |                  |
| 42 | Chi sono i Driscoll? - Chi sono i Driscoll? 「ドリスコルの正体」 - Dorisukoru no shōtai | 16 luglio 1978    | 19 dicembre 1979 |
| 42 | Mattia, dopo aver scoperto che i Driscoll non sono i veri genitori di Remi, propone all'amico un piano: dovranno fingere di stare al gioco e, nel frattempo, indagare sui due impostori. In città i due ragazzini incontrano Bob, un ragazzo di colore che lavorava nello stesso circo di Mattia a Parigi, che promette loro di trovare informazioni sui Driscoll. Quella notte Driscoll, sua moglie Laura e David, un loro complice, escono di casa per qualche losco affare. Seguendoli, Remi e Mattia scoprono che i tre fanno parte di una banda di ladri. Il giorno dopo Mattia, con grande abilità, riesce a estorcere a David la verità: i Driscoll hanno sequestrato Remi per ricattare la sua vera famiglia. Purtroppo David non si ricorda il nome della famiglia. |                   |                  |
| 43 | Lo stemma Milligan - Lo stemma della famiglia Milligan 「ミリガン家の紋章」 - Miriganke no monshō | 30 luglio 1978    | 20 dicembre 1979 |
| 43 | Una notte pensando che i Driscoll siano usciti di casa, Remi e Mattia approfittano dell'occasione per mettersi a rovistare dappertutto, alla ricerca di eventuali indizi sui veri genitori di Remi. Poi però si accorgono che i Driscoll sono in casa, in una specie di scantinato che funge da ritrovo segreto della banda. Sentendoli parlare scoprono una cosa importantissima: i Driscoll sono in possesso dello stemma di famiglia di Remi che era attaccato sulla famosa copertina che lo avvolgeva quando è stato trovato. I due amici progettano di rubare lo stemma la notte seguente, ma sul più bello vengono sorpresi da Driscoll, che li lega e li rinchiude in una stanza. Dopo aver visto lo stemma, Remi realizza con gioia che si tratta dello stesso stemma disegnato sul ciondolo della signora Milligan! |                   |                  |
| 44 | Un segno di riconoscimento - Mattia è in pericolo 「母と子を結ぶ糸」 - Haha to ko wo musubu ito | 6 agosto 1978     | 21 dicembre 1979 |
| 44 | Navigando lungo i canali della Francia, la signora Milligan e Arthur si imbattono nel piccolo Beniamino che, tornando da Parigi insieme allo zio, vede la bianca imbarcazione scorrere sul fiume e riconosce immediatamente il "Cigno" a lungo descritto da Remi nei suoi racconti. Beniamino saluta l'equipaggio e dice di essere amico di Remi. Come sente nominare Remi, la signora Milligan fa fermare la barca e invita Beniamino e suo zio a prendere un tè. Quando Beniamino racconta che Remi dovrebbe essere dalle parti di Dreuzy a trovare Lisa, la signora Milligan decide di proseguire il viaggio nella speranza di incontrarlo di nuovo e propone a Beniamino di accompagnarla. Nel frattempo a Londra Remi e Mattia riescono a scappare dalla stanza in cui Driscoll li aveva rinchiusi; purtroppo però Mattia viene catturato di nuovo. Remi chiede aiuto a Bob e ai suoi amici e insieme decidono di andare a liberare il ragazzo nottetempo. Driscoll vuole vendere Mattia a un mercante di schiavi, ma viene salvato appena in tempo da Remi, Bob e gli altri. |                   |                  |
| 45 | Ancora un contrattempo - Un incidente inaspettato 「遠ざかる母」 - Tōzakaru haha | 13 agosto 1978    | 24 dicembre 1979 |
| 45 | Con l'aiuto di Bob, Remi e Mattia, si preparano a risalire il Tamigi per raggiungere la villa dei Milligan. Driscoll però li scopre e decide di seguirli: la barca di Bob e dei ragazzi viene travolta da quella degli inseguitori. Mattia cade in acqua e, non sapendo nuotare, rischia di annegare, ma Bob lo salva. Intanto Remi riesce a raggiungere la sponda del fiume e a proseguire a piedi verso la tenuta dei Milligan, ma a metà strada si imbatte negli uomini di Driscoll. Fortunatamente trova riparo nella casa del vecchio maggiordomo dei Milligan, da cui apprende che la signora Milligan e Arthur sono da poco partiti per la Svizzera perché il bambino dev'essere operato. Subito dopo Driscoll riesce a riacciuffarlo e a riportarlo a Londra. Ben presto però la banda di Driscoll viene arrestata dalla polizia. |                   |                  |
| 46 | Mi scambiano per un ladro - In prigione 「絶望の中で…」 - Zetsubō no naka de... | 20 agosto 1978    | 27 dicembre 1979 |
| 46 | Remi viene condotto in questura e interrogato dall'ispettore di polizia. Remi afferma di non far parte della banda di Driscoll, ma di essere stato rapito dal delinquente. In realtà è il figlio della signora Milligan! Purtroppo l'ispettore non gli crede, convinto che il bambino dica così per non essere imprigionato. Come se non bastasse Driscoll finge di essere il padre del ragazzino. Poiché Remi non vuole confessare, l'ispettore decide di trasferirlo nel carcere minorile. Bob e Mattia si organizzano per liberare l'amico. Intanto in Francia l'imbarcazione dei Milligan arriva al villaggio di Dreuzy. Qui la signora Milligan apprende che Remi è un trovatello e ha una famiglia adottiva a Chavanon. Decide quindi di recarsi a Chavanon per incontrare mamma Barberin. Inoltre decide di prendere con sé Lisa per farla visitare da un medico specialista del linguaggio e farle quindi riacquistare l'uso della parola. |                   |                  |
| 47 | Sono libero - Fuga dal treno in corsa 「決死のダイビング」 - Kesshi no daibingu | 3 settembre 1978  | 28 dicembre 1979 |
| 47 | Con l'aiuto di Belcore II, Mattia manda un messaggio a Remi attraverso le sbarre della cella e lo informa che la mattina seguente, durante il trasferimento in treno al riformatorio per minori lui e gli altri amici cercheranno di liberarlo. Una volta nello scompartimento, infatti, Remi trova ad aspettarlo Mattia e Bob che hanno in mente un piano preciso. A un certo punto Mattia apre una borsa da cui escono diversi topi che seminano il panico tra la gente. Nel frattempo Remi riesce a uscire dal finestrino e a lanciarsi dal treno in corsa. A quel punto il resto del gruppo lo attende con un carro per condurlo verso la Manica. L'ispettore naturalmente dà l'allarme a tutte le pattuglie della polizia, che si mettono sulle tracce del fuggitivo, e, per non essere riconosciuti, Remi, Bob e Mattia si travestono. Purtroppo, quando i poliziotti iniziano ad allontanarsi, Belcore toglie la parrucca a Mattia rivelandone l'identità. Inizia un lungo inseguimento, alla fine del quale i nostri eroi sono costretti a buttarsi in un fiume e attraversarlo per salvarsi. |                   |                  |
| 48 | Torno in Francia - Tempesta sulla Manica 「嵐の英仏海峡」 - Arashi no eibutsu kaikyō | 10 settembre 1978 | 1º gennaio 1980  |
| 48 | Dopo aver seminato la polizia, i ragazzi giungono nel porto di Little Hampton, dove un vecchio amico di Bob, capitano di una barca a vela nonché esperto della traversata della Manica, si offre di accompagnarli dall'altra parte del canale. Dopo aver salutato il loro amico, Remi e Mattia si imbarcano un po' preoccupati perché il tempo non promette nulla di buono. Infatti, dopo qualche ora di navigazione, si scatena una tempesta. In breve uno degli alberi della barca si spezza, ma il capitano e il suo mozzo non perdono il controllo sfidando con grande coraggio il mare in burrasca. Il viaggio è lungo e faticoso: Remi e Mattia vivono momenti di grande paura, ma tutto si risolve per il meglio e alla fine la barca giunge a destinazione. |                   |                  |
| 49 | Due Mamme - Sempre più vicini 「二人の母」 - Futari no haha | 17 settembre 1978 | 2 gennaio 1980   |
| 49 | Una volta sbarcati in Francia, Remi e Mattia si mettono subito in viaggio verso Lione, poiché è da lì che il "Cigno" dovrebbe passare per raggiungere la Svizzera. Strada facendo incontrano Beniamino che li informa delle ultime novità: la signora Milligan, Arthur e Lisa stanno andando a Chavanon a conoscere la madre adottiva di Remi. Remi e Mattia decidono allora di prendere il treno fino a Lione e, per guadagnarsi i soldi per il biglietto, lavorano alla fattoria dello zio di Beniamino. Nel frattempo la signora Milligan, giunta a Chavanon, chiede a Madame Barberin di mostrarle la copertina di Remi: non ci sono dubbi il ragazzino è suo figlio Richard. Vorrebbe quindi fermarsi nel villaggio in attesa del ragazzo, ma la mattina seguente Arthur ha una crisi: occorre partire immediatamente per la Svizzera, prendendo un treno da Lione per fare più in fretta. |                   |                  |
| 50 | Le prime parole di Elisa - Le prime parole di Lisa 「はじめての言葉…レミ！」 - Hajimete no kotoba... Remi! | 24 settembre 1978 | 3 gennaio 1980   |
| 50 | Remi e Mattia arrivano a Chavanon, ma madame Barberin li informa che la signora Milligan è appena partita per la Svizzera e che li sta aspettando nella sua villa a Ginevra. I due amici decidono di fermarsi per la notte, anche perché vogliono assistere alla nascita del vitellino di Rosetta, la mucca donata a madame Barberin, ma la mattina seguente di buonora si rimettono in viaggio. Nel frattempo a Ginevra Arthur viene operato alle gambe e Lisa si sottopone all'esame di un esperto. Quest'ultimo afferma che le corde vocali della bambina sono in ottimo stato e che Lisa, con un po' di buona volontà, è in grado di parlare. Così la signora Milligan la fa esercitare. Un pomeriggio, mentre Lisa e la signora Milligan fanno gli esercizi prescritti dal medico nel bosco, Lisa sente un suono dolce e familiare: è Remi che suona l'arpa! Così corre incontro al suo amico gridando il suo nome. |                   |                  |
| 51 | Una nuova vita - Un nuovo inizio 「新たな旅立ち」 - Aratana tabidachi | 1º ottobre 1978   | 4 gennaio 1980   |
| 51 | La famiglia Milligan si è finalmente ricomposta: Remi ha trovato la sua mamma e il suo fratellino e per lui comincia una nuova vita. L'inverno trascorre tranquillo nella villa di Ginevra e, con l'inizio della primavera, Arthur comincia a camminare da solo. È tempo di tornare a Londra e la signora Milligan propone a Mattia di diventare un membro della famiglia. Inizialmente Mattia accetta entusiasta, ma poi ci ripensa. Secondo lui per diventare davvero indipendenti e maturi occorre cavarsela da soli, come hanno fatto lui e Remi fino ad ora. Remi si convince e, dopo aver scritto una lettera a tutte le persone che ama, accetta di seguire Mattia in una nuova avventura... Dieci anni più tardi Mattia diventerà un famoso violinista, mentre Remi un avvocato di successo e sposerà la dolce Lisa. |                   |                  |

## Remi - Il film
Dalla serie è stato tratto il film di montaggio cinematografico Remi - Il film (家なき子 Ie naki ko) della durata di 96 minuti, talvolta indicato semplicemente come Remi. È stato distribuito in Italia nel gennaio 1980 e in Giappone il 15 marzo dello stesso anno.